# Lejeunea maxonii
Lejeunea maxonii là một loài Rêu trong họ Lejeuneaceae. Loài này được (A. Evans) X.-L. He mô tả khoa học đầu tiên năm 1997.